# Гаплогрупа G (Y-ДНК)

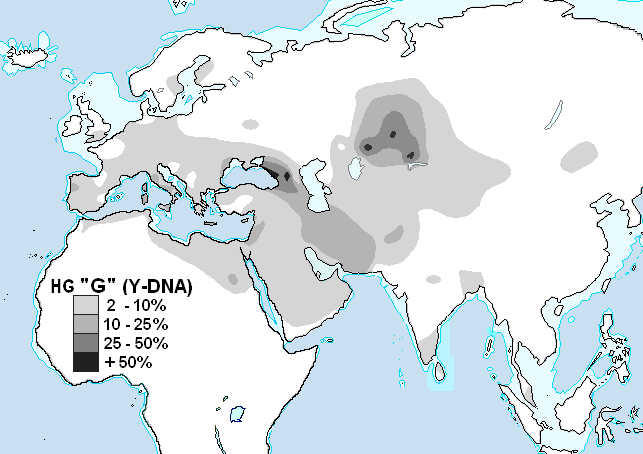
Поширення гаплогрупи G

Гаплогрупа G, або за загальною номенклатурою G-M201 є гаплогрупою людської ДНК Y-хромосоми, разом з гаплогрупою HIJK є галуззю гаплогрупи GHIJK.
Гаплогрупа G-M201 має дві основні підгалузі: G-M342 (G1) й G-P287 (G2)
Гаплогрупа G найбільш поширена у Грузії, деяких невеликих кавказьких народів й субетносів, а також на півдні й центрі Італії та на Сардинії має частоту у 15-30%. З малою частотою у 1-10% поширена у Європі, Західній, Центральній й Південній Азії, та Північній Африці.

## Датування
Сформована 48500 років тому назад з загальним предком 26400 років тому назад.
Вчені запропонували дати походження цієї групи від 10 000 до 23 000 років тому, використовуючи як основу їх розрахунків розбіжності маркерів STR. Підраховуючи відмінності в чисельності мутацій SNP, одне дослідження (Wei) показало, що гаплогрупи, більш пізні за гаплогрупу F (включно з G), мали "швидке розширення" від 41000 до 52000 років тому. За іншим дослідженням гаплогрупа G являє собою перше відгалуження від гаплогрупи F серед групи гаплогруп від G до T (Poznik). За цим же дослідженням підрахунок мутацій SNP дав приблизно той же результат виникнення гаплогрупи G що й перший. Результат був оснований на пропорціональній довжині гаплогрупи G з часом життя спільного предка всіх живих чоловіків у 120000- 156000 років тому. Останнє дослідження (Francalacci), за яким калібрувано розрахунки відповідно до першого поселенням на Сардинії, дало оцінюваний вік гаплогрупи G, як окремої гілки у 76670 років тому (отримана множенням середньої кількості мутацій 374 на 205 років на мутацію) .

## Географічне та етнічне поширення
Дослідники пропонують різні місця у Західній Азії як край походження G, але відсутність стародавньої ДНК з того часу робить підтвердження цього геть важким. Унітарне поняття гаплогрупи G часто мало практичного значення, оскільки практично всі G чоловіки належать до підгруп G, що виникли набагато пізніше і мають різні географічні розподіли.
Гаплогрупа G1 переважно виявлена у Ірані, Леванті, серед євреїв-ашкеназі та у Центральній Азії (особливо у Казахстані).
Переважна більшість європейців належить субкладу G2a (P15/M406). Більшість західних та північних європейців з гаплогрупою G належать до G2a (L140). 
G2a складає 5-10% населення у Середземноморській Європі, але відносно рідкісна у Північній Європі. У Європі G2a перевищує 10% тільки серед гагаузів України й Молдови, у Північній Греції (Фессалія), на Криті, у Південній й Центральній Італії (особливо у Аппенінських горах), на Сардинії, у Кантабрії у Північній Іспанії, у Північній Португалії, та в усіх гірських та відносно ізольованих європейських краях. Частота у майже 10% G2a виявлена на Кіпрі, Егейських островах, Сицилії, Швейцарії, Оверні у південно-центральній Франції та у Астурії на півночі Іспанії.
Майже усі європейські G2b (L72) належать до євреїв-ашкеназі. G2b поширена від Передньої Азії до Пакистану. Вона, напевно є відгалуження неолітичних хліборобів з Західного Ірану. Саме у Західному Ірані Броушакі у 2016 році виявив зразок G2b з віком у 9250 років.

## Походження гаплогрупи G (M201)
Гаплогрупа G походить від гаплогрупи F.
За дослідженням Рутсі й Маєрса 2012 року гаплогрупа G походить звідкись зі Східної Туреччини, Вірменії й Західного Ірану. Гаплогрупа поширилася з краю походження за новокам'яної доби.
На кінець 2016 року виявлено 303 мутацій, що визначають гаплогрупу G. Такий великий масив мутацій до поділу гаплогрупи на гаплогрупи G1 та G2 вказує, що мав місце ефект пляшкового горла тяжкого ступеню.
Найбільше генетичне різномаїття гаплогрупи G виявлено у північній частині Родючого Півмісяця між Кавказом й Лівантом, що вказує саме на цей регіон звідки ця гаплогрупа має походження. Саме звідси хлібороби новокам'яної доби просунулися на захід у Малу Азію та Європу; на схід - у Південну Азію; та на південь - на Аравійський півострів, у Північну й Східну Африку.

### "Скіфська" гаплогрупа G1 (M342)
Гаплогрупа G1 могла сформуватися у Ірані на початку останнього льодовикового періоду, приблизно 26000 років тому. 
Гаплогрупа G1 (M342) та само як G2b, зустрічається у Західній, Центральній та Південній Азії. За новокам'яної доби племена G1 просувалися на схід на іранське плоскогір'я та у Індію. Таке поширення збігається з поширенням R1a-Z93 - індо-іранської гілки R1a. У Центральній Азії південні родоводи G1 та J2 були асимільовані північними родоводами R1a за бронзової та залізної діб. Сформувалися нові гібридні народи, подібно до скіфів, які колись контролювали широко поширену імперію, починаючи від північного Надчорномор'я від України до Пакистану та Синьцзяну. Родоводи, як R1a-Z93, R1b-Z2103, G1, J2b та Q1b могли бути занесеними до Європи скіфами, сарматами, роксоланами, аланами та іншими історичними степовиками.

### Гаплогрупа G2 (P287)
Гаплогрупа G2 одночасно з гаплогрупою G1 могла сформуватися у Західній Азії 26000 років тому. Тоді усе людство належало до кочових або напів-кочових племен, що займалися мисливством та збірництвом. Племено гаплогрупи G2 було близько пов'язане з розвиток раннього землеробства у краю Родючого Півмісяца 11500 років до Р.Х..

### Етці
Етці, або Крижана людина, - природна мумія чоловіка з Італійських Альпів, що жив 3000 років до Р.Х. за мідної доби. Він належав до гаплогрупи G2a2a2 (L91), що за сучасності відносно рідкісна у Західній Азії, Південній Італії (переважно на Сицилії, Сардинії та Корсиці) та Північній Африці. Її батьківська гаплогрупа G2a2 (PF3146), за сучасності малочисельна від Ліванта до Західної Європи. Натомість європейські хлібороби новокам'яної доби належали до гаплогруп G2a2a (PFF3146) та G2a2b (L30). Саме до них й відносився Етці.

### Світла шкіра
За дослідженням Олалде у 2014 році мисливець-збирач з Північної Іспанії, що жив 7000 років тому, ще мав смагляву шкіру. Проте ранні неолітичні хлібороби з Балкан та Німеччини вже мали ДНК-аллелі, що відповідають за білий колір шкіри. Зміна харчування та невелика сонячна радіація у північній  половині Європи спричинила мутації ДНК до білої шкіри. Вживання збіжжя з приходом хліборобства викликала дефіцит вітаміну D. До принесеного G2a хліборобства європейці отримували вітамін D з риби та м'яса. Тому зміна пігментації на надлишково білу поліпшило абсорбцію сонячних променів.

## Зовнішня структура
- F
  - F1
  - F3
  - F-Y27277
    - F2

  - GHIJK
    - G
      - G1
      - G2

    - HIJK
      - H
      - IJK

## Внутрішнє дерево
- G-M201
  - M342/M285 (G1)
    - CTS11562 (G1a)  - виявлена у Англії
      - BY1124 (G1a1)
        - Z3353 (G1a1a) - виявлена у Болгарії, Словаччині (Тренчин), Польщі (Підляшшя), Литві, Італії (Турин), Кувейті, Індії (Гуджарат)
        - GG313 - виявлена у Саудівській Аравії

    - L830 (G1b)
      - Z18606 (G1b1a) - виявлена у Білорусі
      - Z30744 (G1b1b) - виявлена у Катарі

  - P287 (G2) - докладніше читайте у статті Гаплогрупа G2
    - P15 (G2a)
      - Z6552 (G2a1)
        - Z6653 (G2a1a)
        - Z17775 (G2a1a2)
        - Z31464 (G2a1a3)

      - L1259 (G2a2)
        - L30 (G2a2b) - усі чоловіки-українці носії гаплогрупи G належать цій галузі
        - PF3147

    - M3115 (G2b)
      - M377 (G2b1)
        - Y12297

      - FGC3095 (G2b2)
        - Y37100

## G серед українців
10 з 601 (1,7%) чоловіків-українців належать до наплогрупи G, а саме до L30 (G2a2b). 

## Відомі носії G
Усі відомі носії гаплогрупи G відносяться до гаплогрупа G2.